# Парламент Марокко
Парламент Марокко (араб. برلمان المغرب ‎) — двухпалатный законодательный орган королевства Марокко. расположенный в Рабате. Нижняя палата — Ассамблея представителей — избирается на прямых всеобщих выборах сроком на пять лет. Последние выборы прошли досрочно 25 ноября 2011 в связи с конституционной реформой. Верхняя палата — Ассамблея советников — избирается на непрямых выборах сроком на 9 лет.
Парламенту подотчётно правительство страны. Парламентские комитеты имеют право делать запросы министрам, а глава правительства обязан выступать перед парламентом с правительственной программой.

## Структура
Парламент состоит из двух палат: Ассамблеи представителей и Ассамблеи советников.
В нижней палате с 2011 насчитывается 395 мест. Раз в пять лет проводятся прямые выборы депутатов Ассамблеи представителей. 305 депутатов избирается в многомандатных округах, а 90 по национальным спискам, в которых 60 мест предназначено для женщин и 30 для мужчин моложе 40 лет. Премьер-министр Марокко назначается королём из числа представителей партии, имеющей по итогам парламентских выборах самую крупную фракцию в нижней палате.
Депутаты Ассамблеи советников избираются по более сложной системе. 162 советника выбираются представителями местных органов власти, 91 место занимают представители профессиональных сообществ и 27 депутатов выбирается выборными коллегиями наёмных работников.

## История
Нынешняя структура марокканского парламента сложилась не сразу. Ещё до обретения страной независимости начал действовать представительный совещательный орган — Правительственный совет, имевший в своём составе партийные фракции. 
Первый марокканский парламент, созванный в 1963, также состоял из двух палат: нижняя из 144 представителей формировалась путём прямых, а верхняя из 120 членов — путём непрямых выборов. С 1970 по 1996 парламент был однопалатным. Конституция 1996 восстановила двухпалатную структуру законодательного органа, актуальную до сих пор. Реформа 2011 увеличила число мест в Ассамблее представителей с 325 до 395. В настоящее время действует парламент девятого созыва.